# 야마다 타카유키
야마다 다카유키(일본어: 山田 孝之 やまだ たかゆき[*], 1983년 10월 20일 ~ )는 일본의 배우이다. 소속사는 스타더스트 프로모션이다.

## 생애
일본 가고시마현 센다이 시(현: 사쓰마센다이시)에서 태어났다. 1998년 도쿄로 이주했고, 1999년 TV 배우로 데뷔했다. 2003년 드라마 《워터보이즈》에서 첫 주연을 맡았다. 드라마 《워터보이즈》, 《세상의 중심에서 사랑을 외치다》, 《백야행》, 《태양의 노래》 등에서 주연을 맡았으며, 드라마 뿐만 아니라 영화 《전차남》, 《크로우즈 제로》 등에도 출연하며 활약하고 있다.

## 인물
- 카츠지 료와 타마야마 테츠지와 친하다. 그 외에도 아야노 고와 친분이 있다.

## 출연 작품

### 드라마
- 사이코메토라 EIJI2 (1999년) - 타카유키 역 ※ 드라마 데뷔작
- 여섯 번째 사요코 (2000년) - 세키네 슈 역
- 아오이 도쿠가와 삼대 (2000년) - 도쿠가와 이에미쓰 아역
- 추라상 시즌1 (2001년) - 고하구라 게이다쓰 역
- 합의 교섭인 분쟁해소 시즌1 (2001년) - 츠카사 역
- 사랑하고파 (2001년) - 아오시마 와타루 역
- 롱 러브레터~표류교실 (2002년) - 타카마츠 쇼 역
- 런치의 여왕 (2002년) - 우시지마 미노루 역
- 붉은 수염 (2002년)
- 추라상 시즌2 (2003년) - 고하구라 게이다쓰 역
- 워터보이즈 (2003년) 신도 칸쿠로 역
- 파이어 보이즈: 메구미의 다이고 (2004년)
- 세상의 중심에서 사랑을 외치다 (2004년) 마츠모토 사쿠타로 역
- 추라상 시즌3 (2004년) - 고하구라 게이다쓰 역
- H2~너와 있던 날들 (2005년) 쿠니미 히로 역
- 전차남 (2005년) 회사원 역 (1화 첫 부분에 잠깐 출연)
- 스타트 라인: 눈물의 스프린터 (2005년)
- 백야행 (2006년) 키리하라 료지 역
- 태양의 노래 (2006년) 후지시로 코지 역
- BOSS (2009년) 타지마 신고 역 (4, 5화 출연)
- 우리 집의 역사 (2010년) 나카다이 다쓰야 역
- 사채꾼 우시지마 (2010년) 우시지마 카오루 역
- 어나더 간츠 (2011년)
- 용자 요시히코와 마왕의 성 시즌1 (2011년) 요시히코 역
- 아라카와 언더 더 브릿지 (2011년) 호시 역
- 용자 요시히코와 악령의 열쇠 시즌2 (2012년) 요시히코 역
- 노부나가 콘체르토 (2014년) 키노시타 토키치로 역 → 후에 도요토미 히데요시 역
- 용자 요시히코와 인도하는 7인 시즌3 (2016년) - 요시히코 역

### 영화
- 고양이의 보은 (2002년)
- 드래곤 헤드 (2003년)
- 제니퍼 눈물 돌의 연애 Jenifa (2004년)
- 전차남 (2005년)
- 편지 (2006년)
- 그 때는 그에게 안부 전해줘 Say Hello for Me (2007년)
- 크로우즈 제로 Crows Zero (2007년)
- 이키가미 Ikigami: The Ultimate Limit (2008년) 이즈카 사토시 역
- 252 생존자 있음 252: Signal of Life (2008년)
- 크로우즈 제로 II Crows Zero II (2009년)
- 가모가와 호루모 Kamogawa Horumo: Battle League in Kyoto (2009년)
- 뮤 MW (2009년)
- 오아라이에도 별은 내린다 Chasing My Girl (2009년)
- 씨사이드 모텔 Seaside Motel (2010년)
- 13인의 자객 Thirteen Assassins (2010년) - 시다마 신로쿠로 역
- 난폭과 대기 Vengeance Can Wait (2010년)
- GANTZ (2011년)
- 태평양의 기적 폭스라고 불린 남자 Oba: The Last Samurai (2011년)
- GANTZ:PERFECT ANSWER (2011년)
- 언페어 더 앤서 (2011년)
- 반지를 끼고 싶다 (2011년)
- 밀로크로제 Milocrorze - A Love Story (2011년)
- 아라카와 언더 더 브릿지 (2012년) 호시 역
- 노보우의 성 (2012년)
- 사채꾼 우시지마 (2012년) 우시지마 카오루 역
- 첫 키스만 50번째 (2018년) 다이스케 역
- 하드-코어 (2018년)
- 데이 앤 나잇 (2019년) : 각본, 프로듀서
- 드래곤 퀘스트 유어 스토리 (2019년)
- 스텝 (2020년)
- 신해석 삼국지 (2020년) - 황건